# Ephraim Union
Ephraim Union (EU) är ett regionalt politiskt parti i den indiska delstaten Mizoram. EU tillhör de i Mizoram som menar att mizofolket är ättlingar till Israels tio förlorade stammar, och uppmanar till konvertering till judendomen. EU arbetar bl.a. för att det ska bli enklare för mizos att resa till Palestina (det stora flertalet av de mizos som konverterat till judendomen har bosatt sig på ockuperad mark från 1967) och konvertera till judendomen.
EU hävdar vidare att Mizorams ledare (dåvarande Mizo Union) endast undertecknat ett kontrakt om att tillhöra Indien i 10 år vid självständigheten 1947. Något skriftligt bevis för den ståndpunkten kan man dock inte presentera.
I delstatsvalet 2003 lanserade EU kandidater i tre valkretsar (av totalt 40). De fick tillsammans 123 röster.
I valet till Lok Sabha 1999 lanserade partiet en kandidat i Mizorams enda valkrets. EU fick totalt 1578 röster (0,54 % av rösterna i Mizoram). I valet till Lok Sabha 2004 gick det betydligt bättre, partiets kandidat Tlangdingliana fick 6512 röster (1,87 % av rösterna i delstaten).